# Pays Charolais-Brionnais
Pour les articles homonymes, voir Charolais et Brionnais (homonymie).
Le Pays Charolais-Brionnais  est un Pôle d'équilibre territorial et rural (anciennement u Pays) situé dans les régions Auvergne et Bourgogne.

## Une fédération historique de trois régions naturelles de France
Le Charolais, le Brionnais et le Bourbonnais constituent le Pays Charolais-Brionnais. Ce pays correspond au concept de pays arrondissement développé sous la IIIe République. Il regroupe en effet trois petites régions naturelles (qui formaient chacune un district sous la Révolution) regroupées au sein de l'arrondissement de Charolles en 1800. On peut parler d'une fédération (informelle) de pays.
Situé dans l'arrondissement de Charolles, au sud-ouest de la Saône-et-Loire (Bourgogne), mais aussi trois communes de l'Allier, le Charolais-Brionnais se trouve à la jonction de trois régions administratives : Auvergne, Bourgogne, Rhône-Alpes, et de cinq départements (Allier, Loire, Nièvre, Rhône, et Saône-et-Loire).
La cohérence du territoire est renforcée par la présence de la route Centre-Europe Atlantique (RCEA) qui traverse le pays. L’aménagement de cet axe routier se poursuit afin d’améliorer encore la desserte et les échanges avec les pays (pagi) et départements voisins. 
La véloroute EuroVelo 6 (EV 6) traverse le territoire et relie la côte atlantique française aux rives de la mer Noire en Roumanie.

## Le Pays Charolais-Brionnais (PETR)

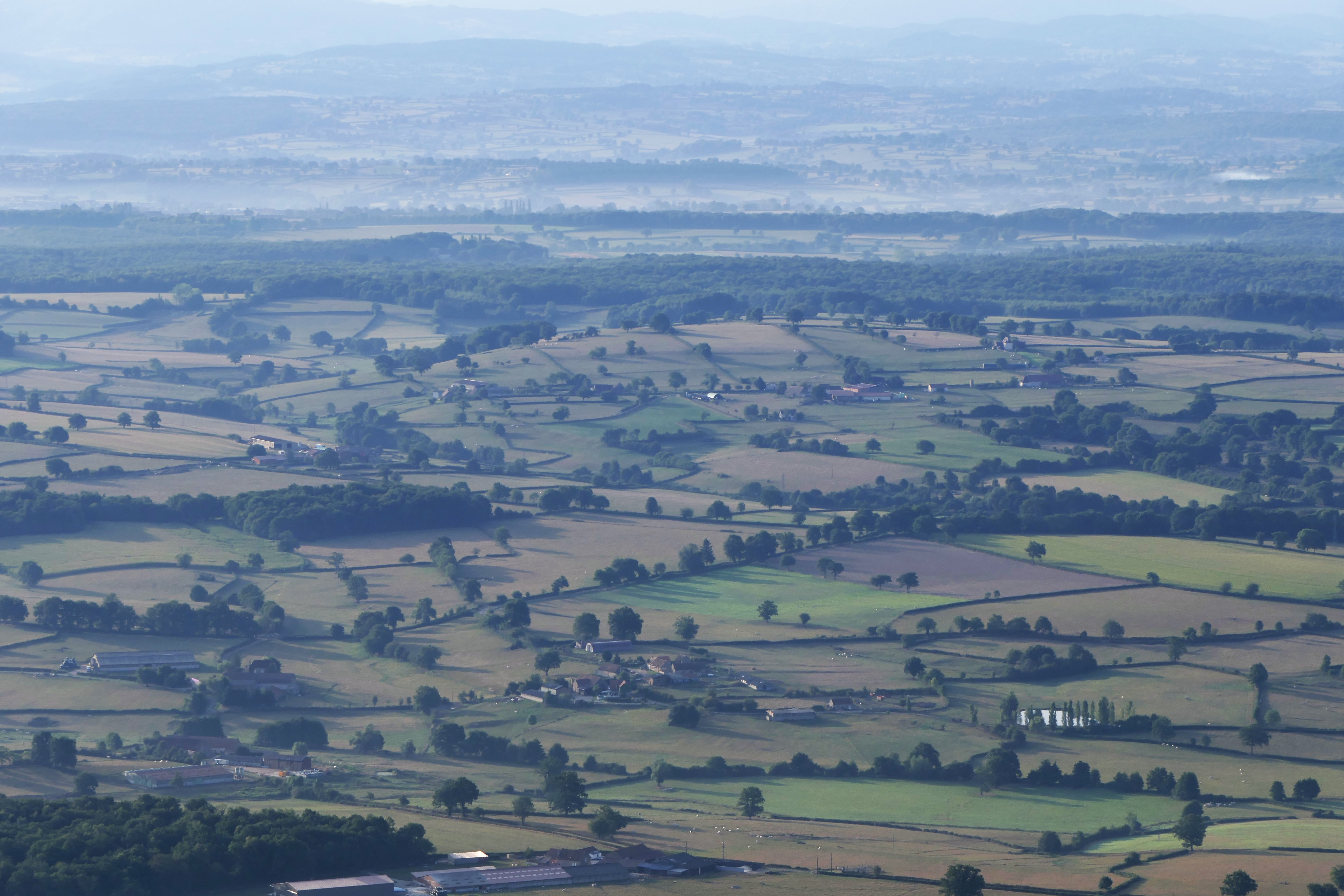
Vue aérienne du bocage.

Le Pays Charolais-Brionnais est composé de 129 communes, regroupées en 5 communautés de communes (Marcigny, Semur-en-Brionnais, Entre Arroux, Loire et Somme, La Clayette-Chauffailles en Brionnais et Le Grand Charolais). Il regroupe plus de 90 000 habitants sur une superficie de 2 500 km2, soit une densité de 36 habitants par km². Son président est M. Jean-Marc Nesme, maire de Paray-le-Monial. Le territoire s'organise depuis 2004 en syndicat mixte (devenu Pôle d'équilibre territorial et rural fin 2014).
Le Pays Charolais-Brionnais porte des projets dont les enjeux dépassent le stade communal ou intercommunal, avec comme objectif de gagner en lisibilité et attractivité.
Les instances du Pays Charolais-Brionnais sont les suivantes : 
- un comité syndical composé de 31 élus du territoire, désignés par les communautés de communes et les communes.
- un bureau, comité restreint de 14 membres qui regroupe les vice-présidents et les présidents de communautés de communes.
- une conférence des maires réunit une fois par an les maires des 129 communes.
- des commissions thématiques et groupes de travail mobilisent des partenaires et acteurs privés.

Parmi les projets portés par cette structure : 
- un contrat local de santé
- des contractualisations avec l'État (contrat de Ruralité), la région (Cap Territoire), et l'Europe (programme LEADER du GAL du Pays Charolais-Brionnais)
- un Pays d'Art et d'Histoire
- une candidature au patrimoine mondial de l'UNESCO
- une démarche de marketing territorial
- une charte de qualité architecturale et paysagère
- un schéma de cohérence territoriale
- un contrat local d'éducation artistique et culturelle
- une gestion prévisionnelle des emplois et compétences territoriales
- etc.

## Un service urbanisme
Depuis 2015, le PETR dispose d’un service mutualisé d’instruction des autorisations d’urbanisme (ADS). En 2020, le service d’instruction mutualisé du droit des sols du Pays Charolais-Brionnais traite les dossiers de 52 communes : Baron, Baudemont, Baugy, Bourbon-Lancy, Briant, Charolles, Chassenard, Châtenay, Chauffailles, Clessy, Coublanc, Digoin, Fleury-la-Montagne, Gueugnon, Iguerande, La Clayette, La Motte-Saint-Jean, Le Rousset-Marizy, Ligny-en-Brionnais, Lugny-lès-Charolles, Mailly, Marcigny, Melay, Molinet, Oyé, Palinges, Paray-le-Monial, Rigny-sur-Arroux, Saint-Aubin-en-Charolais, Saint-Bonnet-de-Cray, Saint-Christophe-en-Brionnais, Saint-Didier-en-Brionnais, Saint-Edmond, Saint-Igny-de-Roche, Saint-Julien-de-Jonzy, Saint-Léger-les-Paray, Saint-Maurice-les-Châteauneuf, Saint-Vincent-Bragny, Sainte-Foy, Saint-Racho, Sarry, Semur-en-Brionnais, Suin, Tancon, Toulon-sur-Arroux, Uxeau, Vareilles, Varenne-l'Arconce, Varenne-Saint-Germain, Vendenesse-lès-Charolles, Vendenesse-sur-Arroux, Vitry-en-Charollais.
Depuis janvier 2020, les 14 communes de la communauté de communes du canton de Semur-en-Brionnais ont adhéré au service à la suite de la première approbation du PLUI le 2 décembre 2019.
Les communes de la communauté de communes La Clayette Chauffailles en Brionnais rejoindront le service à compter de la finalisation de leur PLUI fin 2021 ou début 2022, soit 18 communes supplémentaires, ce qui implique le recrutement d’un agent supplémentaire à compter du 1er septembre 2021.

## Les bassins de vie du Charolais-Brionnais

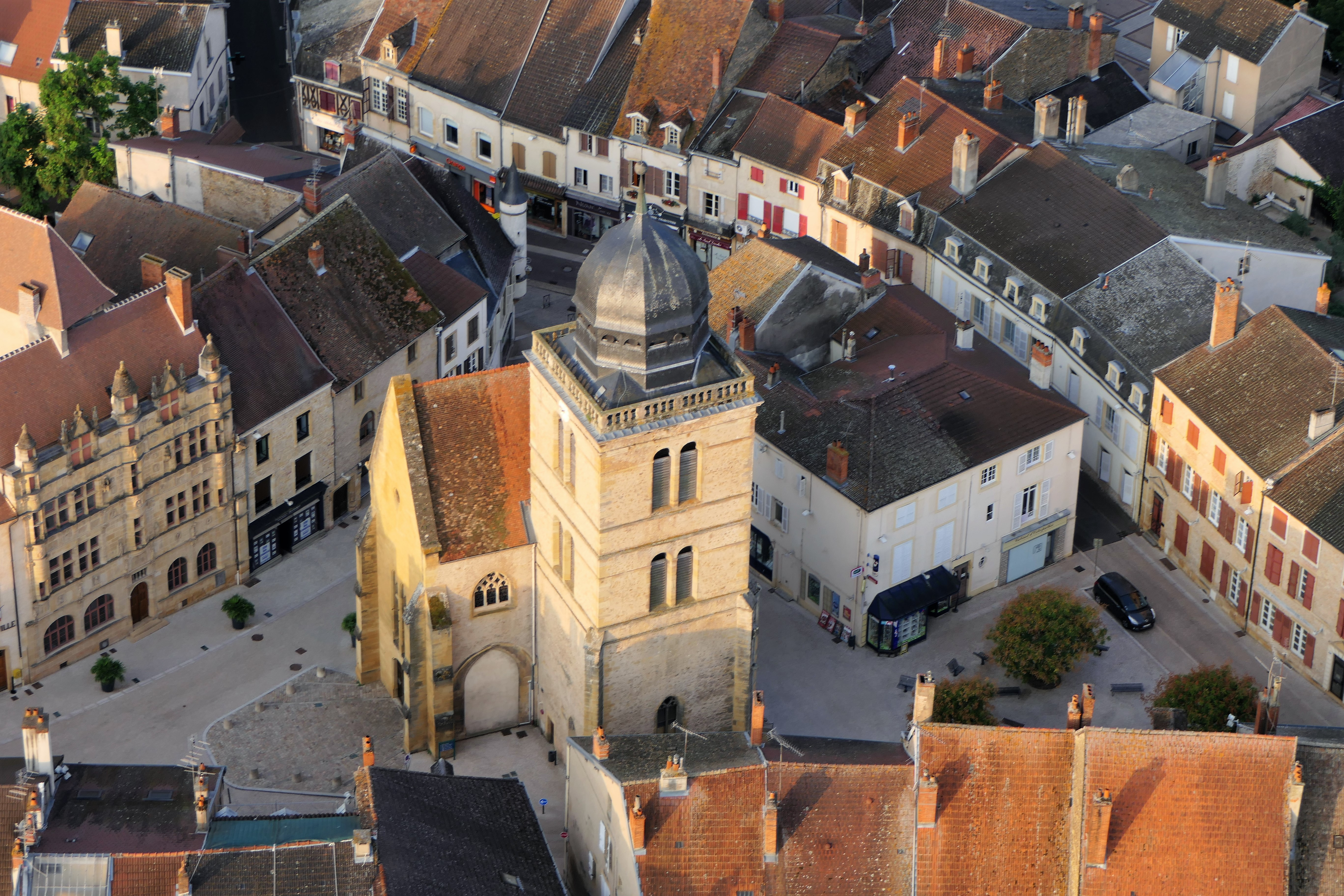
Vue aérienne du centre de Paray, ville principale du Charolais-Brionnais.

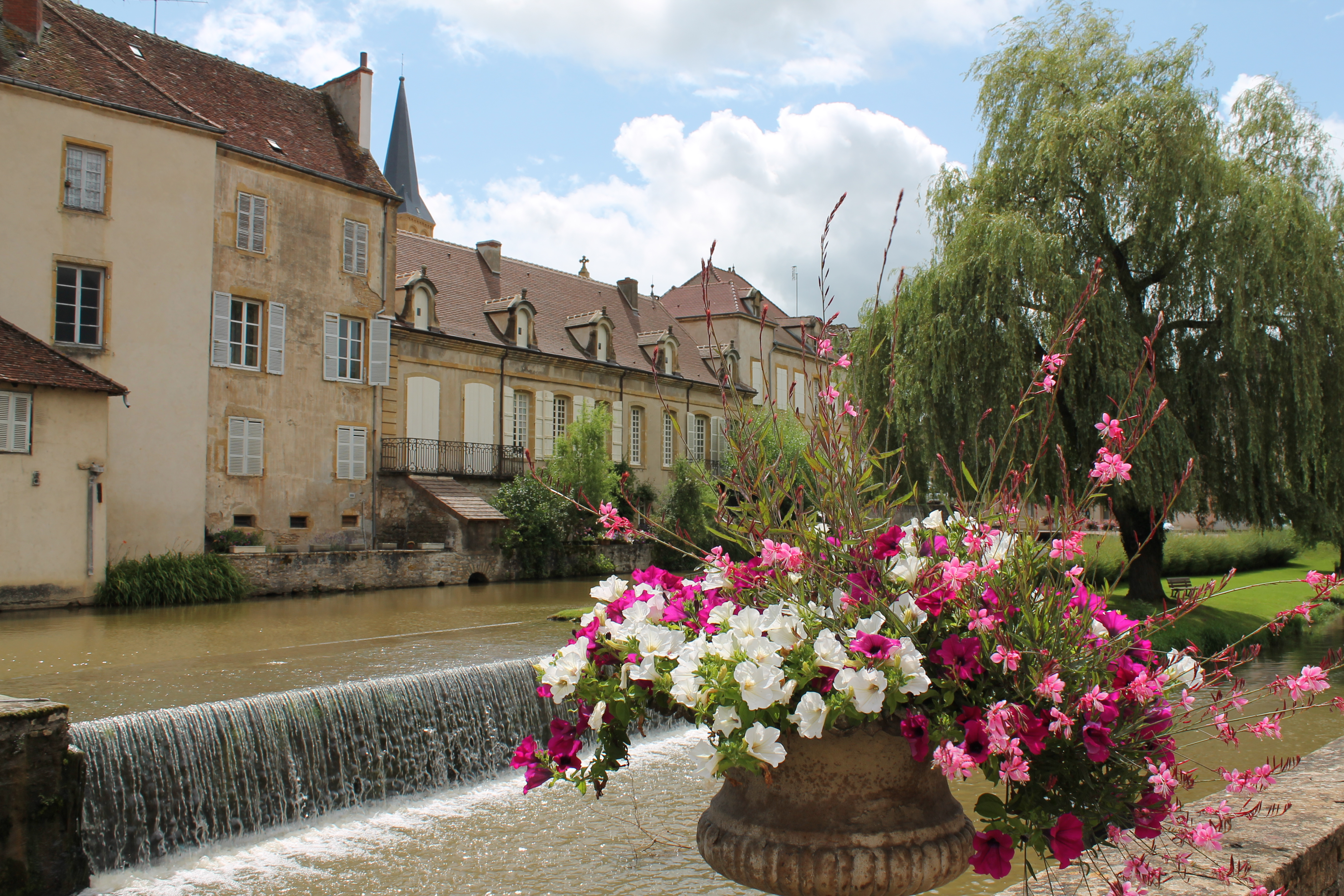
La ville de Charolles, surnommée Venise du Charolais.

Territoire avant tout rural, le Pays Charolais-Brionnais à la caractéristique de ne pas avoir de ville-centre, mais de bénéficier de  petites villes et villes moyennes qui maillent le territoire de manière équilibrée. Parmi ces communes nous pouvons citer :
- Bourbon-Lancy
- Gueugnon
- Digoin
- Paray-le-Monial
- Charolles
- Chauffailles

- Issy-l'Évêque
- La Clayette
- Palinges
- Marcigny
- Semur-en-Brionnais
- Saint-Bonnet-de-Joux

## Un pays d'art et d'histoire
Le Pays Charolais-Brionnais bénéficie d'un patrimoine culturel, immatériel et paysager riche et varié. De tels atouts lui ont valu l'obtention en 2007 du label Pays d'art et d'histoire décerné par le ministère de la Culture et de la Communication. Ce label a pour vocation l'animation et la valorisation du patrimoine, quel qu'en soit le type, auprès de tous les publics. Le label est aujourd'hui porté et animé par le syndicat mixte du Pays Charolais-Brionnais. Son animateur du patrimoine mène chaque année des actions de sensibilisation et de valorisation du patrimoine local auprès des publics. 
Au programme :
- Visites guides thématiques sur l'ensemble du territoire
- Formation des guides et professionnels du patrimoine et du tourisme
- Conférences
- Actions pédagogiques
- Expositions…

Après dix années de mise en œuvre, le label Pays d'art et d'histoire a été reconduit fin 2019 et pour les 10 ans qui viennent.

### Sites remarquables

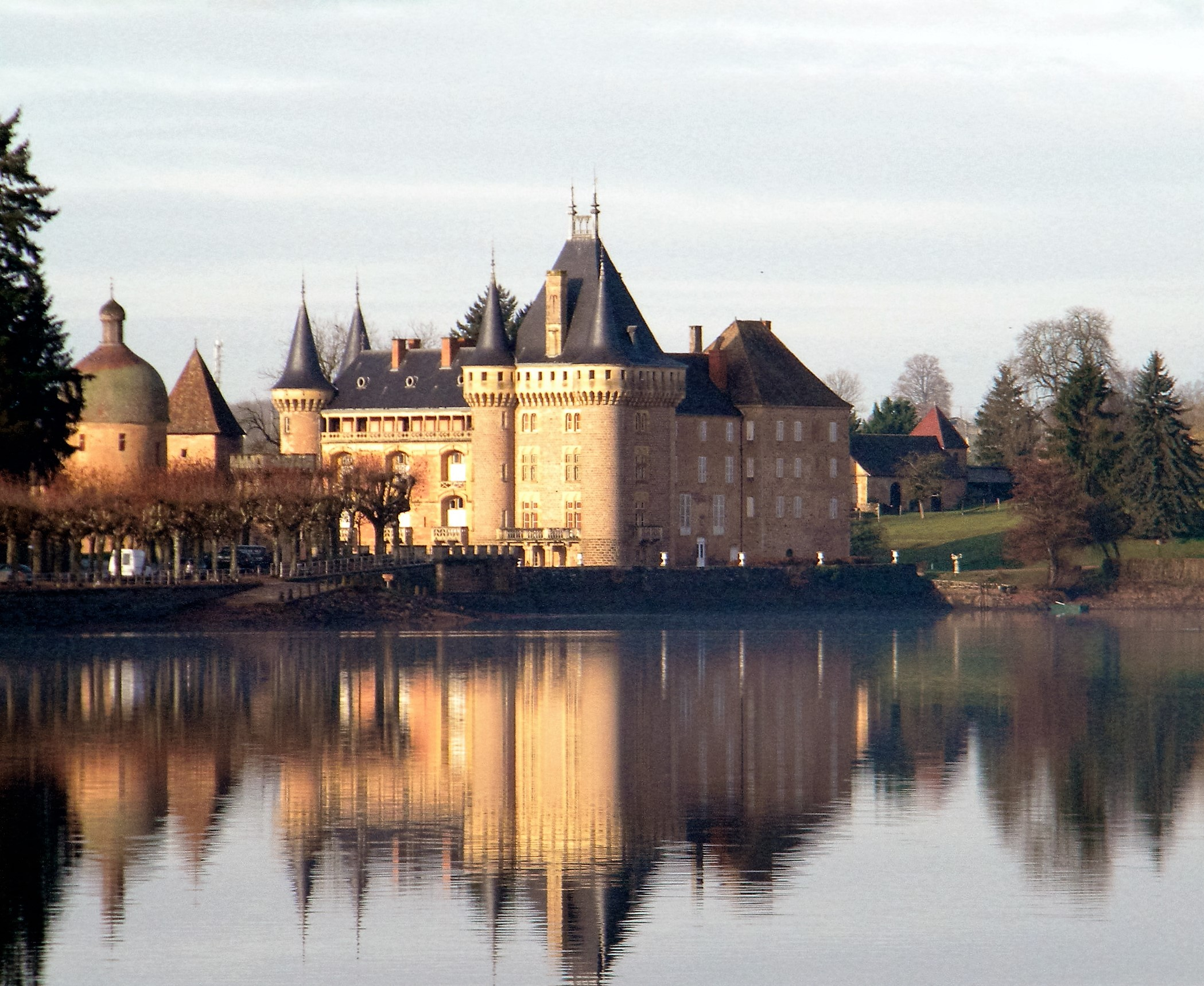
Le château de La Clayette et son grand étang, dans le Brionnais.

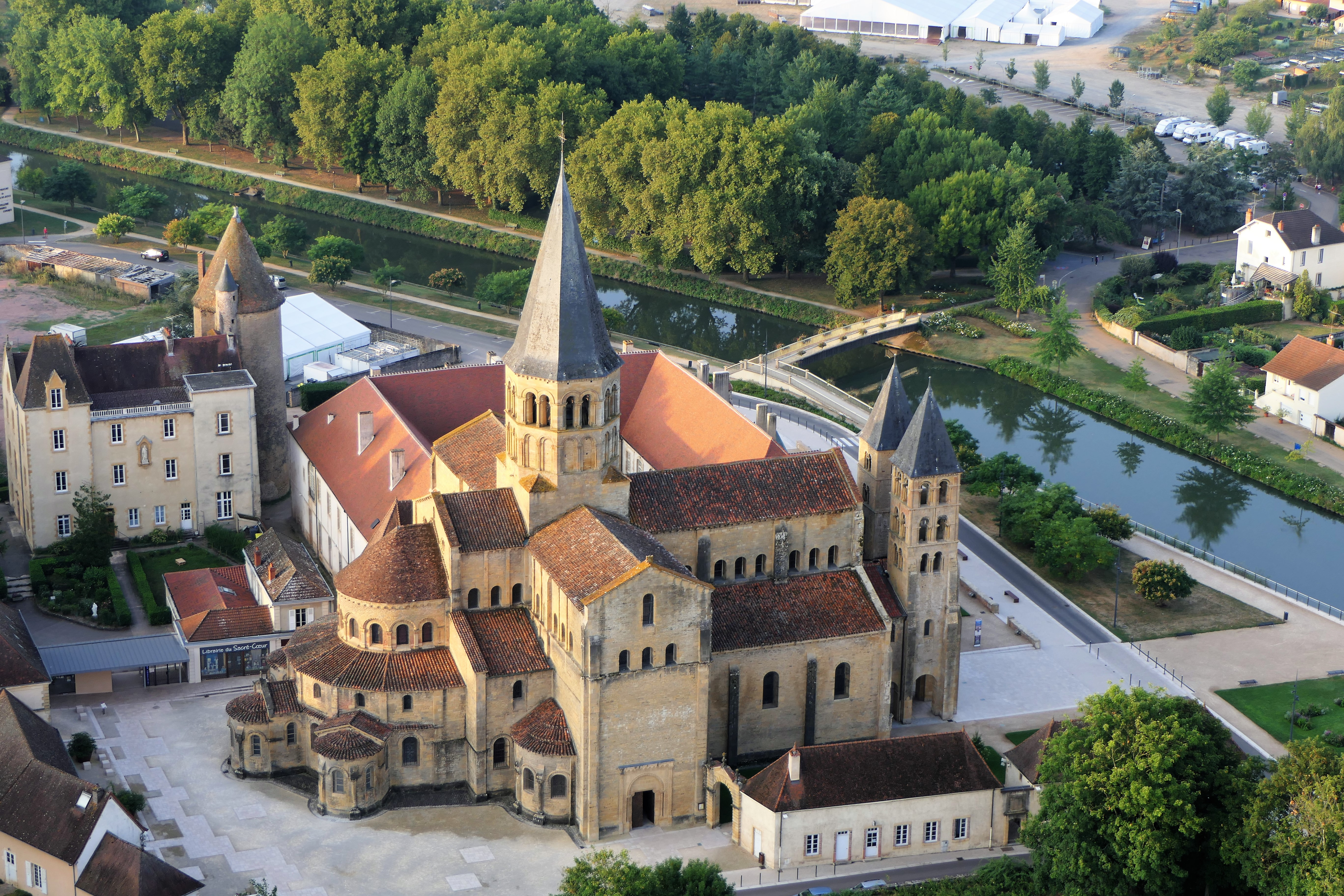
Basilique du Sacré-Cœur à Paray-le-Monial, au bord de la Bourbince.

Le patrimoine bâti est riche : de l'habitat rural aux châteaux d'apparat, du bâti industriel et du génie civil aux Églises romanes :
- Le château de La Clayette est l'un des châteaux forts les mieux conservés de la région[2]. Construit au XIVe siècle, de nouveaux bâtiments furent ajoutés au donjon médiéval au XVIIIe siècle et une partie fut remaniée dans un style néo-Renaissance au XIXe siècle[3].
- La basilique du Sacré-Cœur de Paray-le-Monial est un chef-d'œuvre de l'art roman des XIIe siècle-XIVe siècle[4]. De nombreuses maisons anciennes, dont l'actuel Hôtel de ville et sa somptueuse façade du XVIe siècle, intègrent les premières innovations de la Renaissance[5].
- La ville thermale de Bourbon-Lancy est riche d'une histoire de 2 000 ans. De nombreux témoignages de ce passé sont encore visibles : vestiges du mur d'enceinte, beffroi du XIVe siècle, maisons à pans de bois (dont la maison « Sévigné » du XVIe siècle), colonne romaine[6]…
- Siège de la baronnie de Semur entre le XIVe siècle et le XIVe siècle, Semur-en-Brionnais est l'un des plus beaux villages de France[7]. Ses puissants seigneurs lui ont légué un riche patrimoine : château, collégiale, chapelle romane, tour d'enceinte[8]…

## Le territoire, ses caractéristiques

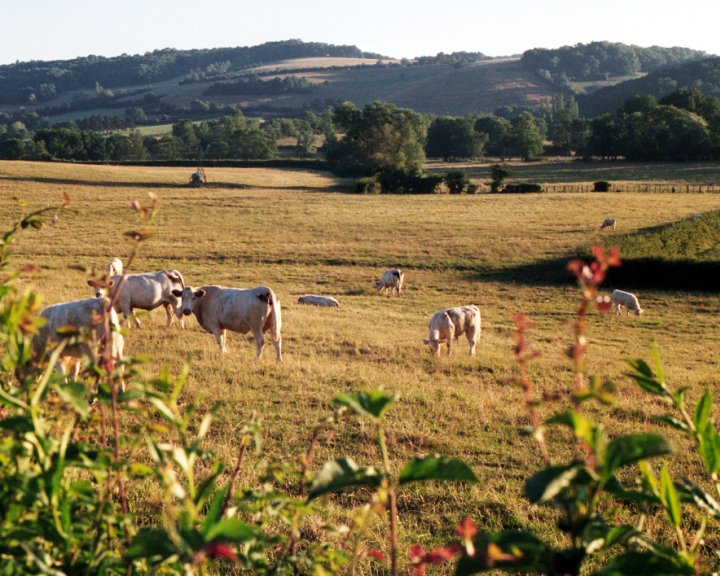
Vaches charolaises.

Le Charolais-Brionnais présente des paysages variés et pleins d'attraits, entre monts, vallées, cours d'eau, canaux, forêts et bocage façonné par l'homme depuis le XVIIIe siècle. 
Terre d'élevage par excellence, deux Appellations d'origine protégée (AOP) existent à ce jour sur le territoire : l'AOP Bœuf de Charolles et l'AOP Fromage de Chèvre Charolais.
Chaque mercredi, à Saint-Christophe-en-Brionnais, le marché aux bestiaux anime le cœur historique et économique de la race bovine.
Ouverte en 1999 à Charolles, la Maison du Charolais est composée d'un musée, d'un espace dégustation, d'une boutique de produits du terroir et d'un restaurant.
La position géographique et les richesses naturelles du Charolais-Brionnais l'ont aussi aidé à évoluer dans le cadre des mutations économiques des XIXe et XXe siècles : forges, textile et céramiques… 

## Candidature UNESCO
Le paysage culturel de l’élevage bovin charolais a été inscrit en mars 2018 sur la liste indicative des Biens que le France souhaite proposer à l’UNESCO pour inscription sur la liste du patrimoine mondial dans les années à venir. À la suite de cette inscription, le PETR doit passer 3 auditions devant le Comité national des Biens français du patrimoine mondial (CNBFPM).  
- La première audition portant sur la valeur universelle exceptionnelle (VUE) a été validée en avril 2019.
- La deuxième audition portant sur le périmètre du Bien a été validée le 15 septembre 2020
- Il reste désormais une troisième étape à franchir : la validation d'un plan de gestion, de conservation et mise en valeur du patrimoine qui devrait être achevé entre 2023 et 2024, avec l'objectif de présenter officiellement cette candidature pour une potentielle inscription en 2027[11].

Les principaux enjeux de cette candidature sont la préservation d'un paysage de bocage et de pratiques traditionnelles d'élevage, la protection et la mise en valeur d'un patrimoine de bâti remarquable, la pérennité d'un système d'utilisation du paysage en harmonie avec la nature et en phase avec les attentes sociétales du bien-être animal. 
Il s'agirait du premier paysage de bocage à être inscrit au patrimoine mondial de l'UNESCO, au titre des paysages culturels évolutifs vivants. Cependant, en octobre l'Icomos a rendu un avis défavorable, interrompant le processus en cours,.

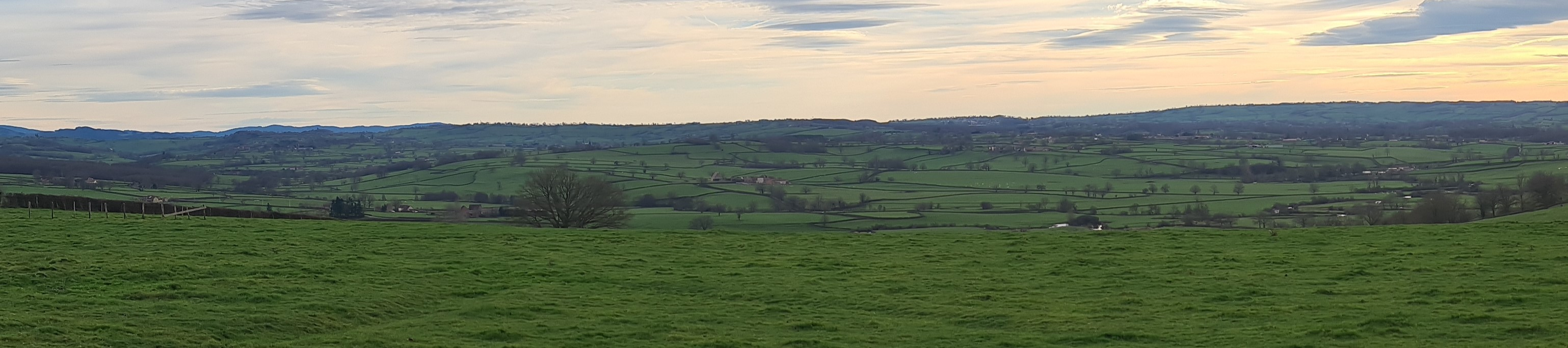
Paysage de l'élevage bovin charolais dans la vallée de l'Arconce.